# Miike Snow
Miike Snow è un gruppo indie pop svedese, formatosi a Stoccolma nel 2007. È composto da Christian Karlsson e Pontus Winnberg (noti anche come Bloodshy & Avant) e da Andrew Wyatt.

## Storia del gruppo

### La formazione e gli esordi
Il gruppo si forma nel 2007 a Stoccolma, Svezia. Karlsson e Winnberg sono amici d'infanzia che hanno lavorato su diversi progetti in studio nella città di Göteborg. Karlsson è stato membro del gruppo hip hop svedese Goldmine, che ha fatto un tour con i Fugees. Dopo essersi separati a Stoccolma, si riuniscono nel 2000. Nel 2004, mentre lavorano alla scrittura di un album pop per Britney Spears, il duo incontra il futuro terzo membro del gruppo, il cantautore statunitense Andrew Wyatt.
Karlsson e Winnberg lavorano sotto il nome Bloodshy & Avant, riscuotendo un buon successo come produttori e cantautori. Collaborano tra i vari artisti con Britney Spears, Kylie Minogue, Madonna, Ms. Dynamite, Christina Milian, Kelis e Jennifer Lopez, vincendo un Grammy per la hit Toxic di Britney Spears.
Il nome del gruppo trae origine da quello di un loro amico, Mike Snow, modificato in "Miike", riferimento al regista giapponese Takashi Miike.

### Miike Snow
Miike Snow è l'album di debutto del gruppo. È stato registrato a Stoccolma e pubblicato negli Stati Uniti il 9 giugno 2009 dalla Downtown Records. Il singolo Animal è commercializzato il 17 febbraio 2009. Una versione britannica del brano è distribuita in seguito e raggiunge la 98ª posizione nella Official Singles Chart. Il secondo singolo pubblicato è Black & Blue che raggiunge la 64ª posizione nella Official Singles Chart.
Il gruppo viene descritto come "un incrocio pop tra gli A-ha e gli Animal Collective". In un'intervista alla rivista Clash, il gruppo ha rivelato di non aspettarsi inizialmente tanta popolarità e di non prevedere un tour all'inizio dell'album.
Miike Snow ha remixato brani di Depeche Mode, Passion Pit, Peter Bjorn and John, Kings of Leon, I Blame Coco e Vampire Weekend. I loro brani sono stati remixati, tra gli altri, da Mark Ronson, Crookers, Peter Bjorn and John, Treasure Fingers, Tiga, Caspa, Style of Eye, Emalkay, Fake Blood, Benny Blanco, Savage Skulls, Netsky, Hood Internet and DJ Mehdi. Il 2 aprile 2010 i DJ Sebastian Ingrosso e Dirty South hanno pubblicato una versione remixata di Silvia.
In Search Of è originariamente una collaborazione con Crookers per il brano Remedy: il risultato finale convince il gruppo a realizzare una propria versione per il loro album.
Nel 2011 vincono l'European Border Breakers Awards per il successo riscosso a livello internazionale.
Il loro singolo "paddling out" inoltre è stato utilizzato come colonna sonora di FIFA 13

### Happy to You
Tra maggio e dicembre del 2010, i Miike Snow comunicano tramite social network la lavorazione al nuovo album previsto per il 26 marzo 2012, Happy to You. Il 19 gennaio viene pubblicato il singolo Paddling Out. In seguito, il gruppo annuncia le date per il tour Nordamericano. Contemporaneamente vengono rivelate le tracce e la copertina dell'album Happy to You tramite Amazon UK..
Il 30 luglio 2011 viene fondata l'etichetta INGRID da Miike Snow, Peter Bjorn and John, Lykke Li e Dungen.
Il 24 gennaio 2012, una canzone estratta dall'album Black Tin Box (una collaborazione con la cantante svedese Lykke Li) viene presentata a Pitchfork.

## Discografia

### Album
- 2009 - Miike Snow
- 2012 - Happy to You
- 2016 - iii

### Singoli
| 2009                                                              | Animal         | 98  | —  |
| 2009                                                              | Black & Blue   | 64  | 5  |
| 2010                                                              | Silvia         | 154 | 16 |
| 2010                                                              | Billie Holiday | —   | —  |
| 2010                                                              | The Rabbit     | —   | —  |
| 2012                                                              | Paddling Out   | —   | —  |
| Il simbolo - significa che il singolo non è entrato in classifica |                |     |    |